# Милутин Јевтовић
Милутин Јевтовић (1913 — 1944) је био учитељ и резервни поручник војске Краљевине Југославије. Током Другог светског рата био је припадник Југословенске краљевске војске у Отаџбини.

## Биографија
Јевтовић је био учитељ у селу Доња Трепча код Чачка. Пред рат завршио је успешно Школу за резервне официре у Крагујевцу. После Хитлеровог напада на Југославију Јевтовић је као проверени родољуб приступио покрету отпора Драже Михаиловића. Налазио се у јединици под командом Секуле Тешића. Учествовао је у борби против партизана на Јеловој Гори. Године 1944. био је у саставу Првог јуришног корпуса капетана Предрага Раковића, који се борио против Немаца за ослобођење Чачка у садејству са Црвеном армијом.
Јевтовић је 23. октобра 1944. године, на рампи у Љубићу, био тешко рањен у борби против Немаца, у обе руке и ноге, и остао одузет. По савету совјетских војника он је воловским колима кренуо у совјетску болницу. Лечен је у пољској болници у селу Брђанима где су га заробили партизани 17. крајишке дивизије којом је командовао Марко Месић (бивши домобрански потпуковник), одвели су га за Горњи Милановац и без пресуде и разлога стрељали на данашњем Брду Мира.
После рата 10. октобра 1945. године, Срески народни суд у Љубићу прогласио је покојног Милутина Јевтовића за народног непријатеља и конфисковао му је сву имовину. Касније, посмртне остатке Јевтовића родбина је кришом пренела из Горњег Милановца у Трепчу.
Године 2007. Веће Окружног суда у Чачку рехабилитовало је Милутина Јевтовића.